# Jane Ellison
Jane Elizabeth Ellison (née le 15 août 1964), est une femme politique, ministre britannique.

## Biographie
Ellison étudia au lycée de St. Joseph à Bradford, avant de poursuivre ses études au St. Hilda's College à Oxford où elle fut nommée M.A. (Licenciée ès arts). 
Elle travaille chez « John Lewis » jusqu'à son élection au Parlement en 2010 comme députée de Battersea à Londres. Nommée en 2013 sous-secrétaire d'État parlementaire à la Santé par le premier ministre Cameron, entre 2016 et 2017 elle est secrétaire financier du Trésor sous Theresa May.